# Presidente de la Corte Suprema de Justicia de Honduras
El presidente de la Corte Suprema de Justicia de Honduras es el cargo más alto de la justicia hondureña y, por tanto, el más alto cargo de juez del país que preside la Corte Suprema. La actual presidenta de la Corte Suprema de Justicia de Honduras es la abogada Rebeca Ráquel.

## Elección del presidente de la Corte Suprema
Artículo 315. La Corte Suprema de Justicia cumplirá sus funciones constitucionales y legales bajo la Presidencia de uno de sus magistrados.

Para la elección del presidente de la Corte, los magistrados electos para el Congreso Nacional, reunidos en pleno, seleccionarán a más tardar veinticuatro (24) horas después de su elección y por el voto favorable de dos terceras partes de sus miembros, al magistrado cuyo nombre será propuesto al Congreso de la República para su elección como tal.
Esta elección se efectuará de igual manera con el voto de dos tercera partes de la totalidad de los miembros del Congreso Nacional. El presidente de la Corte Suprema de Justicia durará en sus funciones por un periodo de siete (7) años y podrá ser reelecto.

El presidente de la Corte Suprema de Justicia, ejercerá la representación del Poder Judicial y en ese carácter actuará de acuerdo con las decisiones adoptadas por la Corte en pleno.
Constitución de la República de Honduras

## Presidente electo de la Corte Suprema de Justicia de Honduras
Los presidentes electos de la corte actúa como un diputado más hasta la Corte Suprema siendo los magistrados y jueces como diputados más

## Presidentes de la Corte Suprema
| Orden | Nombre Magistrado                        | Inicio de mandato  | Fin del mandato |
| ----- | ---------------------------------------- | ------------------ | --------------- |
| 1     | Abogado Martín Uclés y Pérez             | 1 de enero de 1881 | 1883            |
| 2     | Abogado Pedro J. Bustillo                | 1883               | 1885            |
| 3     | Abogado Rafael Padilla                   | 1885               | 1887            |
| 4     | Abogado Rosendo Agüero Ariza             | 1887               | 1887            |
| 5     | Abogado Rafael Padilla                   | 1887               | 1891            |
| 6     | Abogado Rosendo Agüero Ariza             | 1891               | 1893            |
| 7     | Abogado Carlos Alberto Uclés Soto        | 1893               | 1899            |
| 8     | Abogado Miguel Oquelí Bustillo           | 1899               | 1899            |
| 9     | Abogado Carlos Alberto Uclés Soto        | 1899               | 1903            |
| 10    | Abogado Francisco Escobar                | 1903               | 1907            |
| 11    | Abogado Alberto Uclés                    | 1907               | 1911            |
| 12    | Abogado Jerónimo Zelaya                  | 1911               | 1913            |
| 13    | Abogado Rafael Alvarado Manzano          | 1913               | 1919            |
| 14    | Abogado Rómulo Ernesto Durón             | 1919               | 1919            |
| 15    | Abogado Ángel Ugarte                     | 1920               | 1923            |
| 16    | Abogado Alberto Uclés                    | 1924               | 1924            |
| 17    | Abogado Pedro A. Medal                   | 1925               | 1929            |
| 18    | Abogado Federico Boquín                  | 1929               | 1933            |
| 19    | Abogado Leandro Valladares               | 1933               | 1948            |
| 20    | Abogado Silverio Laínez                  | 1949               | 1954            |
| 21    | Abogado Juan Manuel Gálvez               | 1954               | 1956            |
| 22    | Abogado Darío Montes                     | 1957               | 1957            |
| 23    | Abogado Salvador Zelaya                  | 1958               | 1963            |
| 24    | Abogado Orlando Lozano Martínez          | 1963               |                 |
| 25    | Abogado Óscar A. Flores                  | 1963               | 1965            |
| 26    | Abogado Fabio Murillo Díaz               | 1966               | 1971            |
| 27    | Abogado Miguel A. Cubero Da Costa        | 1971               | 1972            |
| 28    | Abogado Roberto Ramírez                  | 1972               | 1974            |
| 29    | Abogado Alberto Galeano                  | 1975               | 1979            |
| 30    | Abogado José Pineda Gómez                | 1980               | 1981            |
| 31    | Abogado Carlos Manuel Arita Palomo       | 1982               | 1985            |
| 32    | Abogado Francisco Salomón Jiménez Castro | 1986               | 1989            |
| 33    | Abogado José Oswaldo Ramos Soto          | 1990               | 1992            |
| 34    | Abogado Oscar Armando Ávila Banegas      | 1996               | 1997            |
| 35    | Abogado Miguel Ángel Rivera Portillo     | noviembre de 1998  | 2000            |
| 36    | Abogada Vilma Cecilia Morales Montalván  | 2002               | 2009            |
| 37    | Abogado Jorge Alberto Rivera Avilés      | 2009               | 2016            |
| 38    | Abogado Rolando Edgardo Argueta Pérez    | 2016               | 2023            |
| 39    | Abogada Rebeca Lizette Ráquel Obando     | 2023               | Actual          |

## Magistrados de la Corte Suprema de Justicia
A continuación el listado de actuales magistrados del Alto Tribunal de Justicia de Honduras, quienes tomaron posesión de su cargo el 16 de febrero de 2023.
| Magistrados de la Corte Suprema de Justicia (2023 - 2030) | Magistrados de la Corte Suprema de Justicia (2023 - 2030) | Magistrados de la Corte Suprema de Justicia (2023 - 2030) | Magistrados de la Corte Suprema de Justicia (2023 - 2030) | Magistrados de la Corte Suprema de Justicia (2023 - 2030) | Magistrados de la Corte Suprema de Justicia (2023 - 2030) | Magistrados de la Corte Suprema de Justicia (2023 - 2030) |
| --------------------------------------------------------- | --------------------------------------------------------- | --------------------------------------------------------- | --------------------------------------------------------- | --------------------------------------------------------- | --------------------------------------------------------- | --------------------------------------------------------- |
| N.º                                                       | Cargo                                                     | Nombre                                                    | Edad                                                      | Sala                                                      | Universidad                                               | Período                                                   |
|                                                           |                                                           |                                                           |                                                           |                                                           |                                                           |                                                           |
| 1.                                                        | Magistrada                                                | Rebeca Lizette Ráquel Obando                              | 70 años                                                   | Magistrada presidenta de la Corte Suprema de Justicia     | Universidad Nacional Autónoma de Honduras                 | 2023 - 2030                                               |
|                                                           |                                                           |                                                           |                                                           |                                                           |                                                           |                                                           |
| 1.                                                        | Magistrada                                                | Sonia Marlina Dubón Villeda                               | 65 años                                                   | Magistrada presidenta de la Sala de lo Constitucional     | Universidad Nacional Autónoma de Honduras                 | 2023 - 2030                                               |
| 2.                                                        | Magistrado                                                | Luis Fernando Padilla Castellanos                         | 44 años                                                   | Magistrado de la Sala de lo Constitucional                | Universidad Nacional Autónoma de Honduras                 | 2023 - 2030                                               |
| 3.                                                        | Magistrado                                                | Wagner Vallecillo Paredes                                 | 60 años                                                   | Magistrado de la Sala de lo Constitucional                | Universidad Nacional Autónoma de Honduras                 | 2023 - 2030                                               |
| 4.                                                        | Magistrada                                                | Francisca Villela Zavala                                  | 46 años                                                   | Magistrada de la Sala de lo Constitucional                | Universidad Nacional Autónoma de Honduras                 | 2023 - 2030                                               |
| 5.                                                        | Magistrada                                                | Isbela Bustillo Hernández                                 | 42 años                                                   | Magistrada de la Sala de lo Constitucional                | Universidad Tecnológica de Honduras                       | 2023 - 2030                                               |
|                                                           |                                                           |                                                           |                                                           |                                                           |                                                           |                                                           |
| 1.                                                        | Magistrado                                                | Walter Raúl Miranda Sabio                                 | 51 años                                                   | Magistrado coordinador de la Sala de lo Penal             | Universidad Nacional Autónoma de Honduras                 | 2023 - 2030                                               |
| 2.                                                        | Magistrado                                                | Nelson Danilo Mairena Franco                              | 72 años                                                   | Magistrado de la Sala de lo Penal                         | Universidad Nacional Autónoma de Honduras                 | 2023 - 2030                                               |
| 3.                                                        | Magistrado                                                | Mario Rolando Díaz Flores                                 | 67 años                                                   | Magistrado de la Sala de lo Penal                         | Universidad Nacional Autónoma de Honduras                 | 2023 - 2030                                               |
|                                                           |                                                           |                                                           |                                                           |                                                           |                                                           |                                                           |
| 1.                                                        | Magistrado                                                | Milton Danilo Jiménez Puerto                              | 63 años                                                   | Magistrado coordinador de la Sala de lo Civil             | Universidad Nacional Autónoma de Honduras                 | 2023 - 2030                                               |
| 2.                                                        | Magistrada                                                | Rubenia Esperanza Galeano Barralaga                       | 68 años                                                   | Magistrada de la Sala de lo Civil                         | Universidad Nacional Autónoma de Honduras                 | 2023 - 2030                                               |
| 3.                                                        | Magistrada                                                | Gaudy Alejandra Bustillo Martínez                         | 49 años                                                   | Magistrada de la Sala de lo Civil                         | Universidad Nacional Autónoma de Honduras                 | 2023 - 2030                                               |
|                                                           |                                                           |                                                           |                                                           |                                                           |                                                           |                                                           |
| 1.                                                        | Magistrado                                                | Roy Pineda Castro                                         | 64 años                                                   | Magistrado coordinador de la Sala de lo Laboral           | Universidad Nacional Autónoma de Honduras                 | 2023 - 2030                                               |
| 2.                                                        | Magistrada                                                | Anny Belinda Ochoa Medrano                                | 49 años                                                   | Magistrada de la Sala de lo Laboral                       | Universidad Nacional Autónoma de Honduras                 | 2023 - 2030                                               |
| 3.                                                        | Magistrada                                                | Odalis Aleyda Nájera Medina                               | 61 años                                                   | Magistrada de la Sala de lo Laboral                       | Universidad Nacional Autónoma de Honduras                 | 2023 - 2030                                               |